# فيودور فيدورينكو
فيودور فيدورينكو (بالأوكرانية: Федір Федоренко)‏؛ فيدير فيدرينكو؛ (بالروسية: Фёдор Демьянович Федоренко)‏؛ 17 سبتمبر 1907 - 1 يوليو 1987) كان مجرم حرب سوفيتي يخدم في معسكر إبادة تريبلينكا في بولندا المحتلة من قبل ألمانيا خلال الحرب العالمية الثانية. كمواطن سوفيتي سابق تم قبوله في الولايات المتحدة بموجب تأشيرة DPA (1949)، صار فيدورينكو مواطنًا أمريكيًا متجنسًا في عام 1970. لقد تم اكتشافه في عام 1977 وتم تجريده من الجنسية في عام 1981. وفي وقت لاحق، تم تسليمه إلى الاتحاد السوفيتي، وحكم عليه هناك بالإعدام بتهمة الخيانة ومشاركته في الهولوكوست. لقد تم إعدامه 1987.

## النشأة
ولد فيدورينكو في دجانكوي في منطقة سيفاش في شبه جزيرة القرم، في جنوب أوكرانيا (التي كانت آنذاك جزءًا من الإمبراطورية الروسية).

## الحرب العالمية الثانية
تم تجنيده في الجيش السوفيتي في يونيو 1941، في وقت قريب من عملية بارباروسا الألمانية النازية. لقد كان سائق شاحنة، ولم يتلق أي تدريب عسكري سابق. وفي غضون أسبوعين أو ثلاثة أسابيع، حاصر الجيش الألماني مجموعته مرتين. هرب في المرة الأولى، لكن الألمان أسروه بعد ثلاثة أيام ونُقل إلى جيتومير، ثم روفنو، وأخيرًا إلى تشيلم في بولندا.
في معسكر أسرى الحرب تشيلم، وصل الضباط الألمان من عملية رينهارد ذات يوم وجندوا 200 إلى 300 أوكراني للتدريب العسكري كشرطة مساعدة في خدمة ألمانيا النازية داخل الحكومة العامة. تم إرسالهم إلى قسم تدريب SS في معسكر الاعتقال ترونيكي، وكان فيدورينكو من بينهم. في ترونيكي، تم تدريبه على إطلاق النار من هيوي وتم إرساله إلى معسكر الإبادة تريبلينكا. أصبح فيدورينكو ضابط صف حصل على رتبة Oberwacher ومن سبتمبر 1942 إلى أغسطس 1943، قاد مفرزة أوكرانية مكونة من 200 عضو، حيث قاموا بحلق وتجريد وضرب وإطلاق الغاز على السجناء الذين تم إحضارهم إلى تريبلينكا.
كان فيدورينكو واحدًا من حوالي 5000 من رجال ترونيكي تم تدريبهم على تنفيذ الهولوكوست بواسطة الهوبتستثرمفهرر كارل شترايبل من عملية رينهارد. تم نشر رماة هيوي، المعروفين باللغة الألمانية باسم Trawnikimänner، في جميع مواقع القتل الرئيسية في الحل الأخير، مدعومة من قبل SS والشرطة الوقائية، بالإضافة إلى تشكيلات شرطة النظام. لقد قامت شرطة النظام الألمانية باعتقالات داخل الأحياء اليهودية في بولندا المحتلة من قبل ألمانيا وأطلقت النار على كل شخص غير قادر على الحركة أو حاول الفرار، بينما قامت ترونيكي بمذابح مدنية واسعة النطاق في نفس المواقع. هذا كان الغرض الأساسي من التدريب. في ربيع عام 1942 تم نشر فيدورينكو من ترونيكي إلى الحي اليهودي في لوبلان. من المعروف من السجلات التاريخية أنه بين منتصف مارس ومنتصف أبريل 1942 تم نقل أكثر من 30 ألف يهودي من الحي اليهودي في لوبلان إلى موتهم في شاحنات الماشية في معسكر بيلزك للإبادة و4000 إضافي في معسكر الاعتقال مايدانيك. ادعى فيدورنكو في جلسة استماعه التي أعقبت الحرب أنه حصل على بندقية لم تطلق النار. ومن لوبلان، تم إرساله إلى حي اليهود وارسو مع كتيبة زوندردينست المكونة من 80 إلى 100 جلاد. تم إرساله إلى تريبلينكا تقريبًا في سبتمبر 1942.
يتضمن تقرير الاستجواب السوفيتي للمدعى عليه ألكسندر إيفانوفيتش إيغر (المولود عام 1918 في ألمانيا)، القسم المخصص لأنشطة فيدورينكو في معسكر الإبادة تريبلينكا في بولندا المحتلة (مقتطفات).

## الهروب إلى الولايات المتحدة
بعد انتهاء الحرب، تخلى فيدورنكو عن زوجته وطفليه، الذين بقوا في الاتحاد السوفيتي، وأمضى أربع سنوات كلاجئ حرب في ألمانيا الغربية، وعمل لدى البريطانيين من 1945 إلى 1949. هاجر فيدورنكو إلى الولايات المتحدة من هامبورغ في عام 1949 وحصل على الإقامة الدائمة بموجب قانون النازحين. أقام في البداية في فيلادلفيا لكنه استقر لاحقًا في واتربوري بكونيتيكت حيث وجد عملًا في مصنع نحاس. سيقيم فيدورينكو في واتربوري خلال العقدين المقبلين.
بينما كانت حياة فيدورنكو في الولايات المتحدة هادئة، تم تحديده على أنه مجرم حرب محتمل. تعرف الناجون من تريبلينكا على أنه حارس في المخيم من مجموعة من الصور والوثائق التي تم الاستيلاء عليها من قوات الأمن الخاصة. وفي منتصف الستينيات، أدرج اسمه وعنوان واتربوري بكونيتيكت في قائمة تضم تسعة وخمسين مجرم حرب يعيشون في أمريكا. تم تجميع القائمة في أوروبا وإسرائيل وتم إرسالها إلى دائرة الهجرة والتجنيس في الولايات المتحدة.
حصل على الجنسية الأمريكية عام 1970، لكنه تقاعد لاحقًا بميامي بيتش في فلوريدا عام 1973. في منتصف السبعينيات، بدأ النائبان في الكونغرس جوشوا إيلبرج وإليزابيث هولتزمان مجموعة من جلسات الاستماع التي قادت مكتب محاسبة الحكومة الأمريكية للتحقيق في التعامل مع بيانات جرائم الحرب النازية المحتملة. لم يُعثَر على سوء معاملة، ولكن نتيجة لذلك، تم إنشاء وحدة تقاضي خاصة للتحقيق مع مجرمي الحرب النازيين في دائرة الهجرة والتجنيس. صارت المعلومات المقدمة في الستينيات الآن قيد الاستخدام. وفي عام 1977، قدمت دائرة الهجرة والتجنيس معلومات عن فيدورينكو للمدعين العامين بوزارة العدل.
في عام 2005، ذكر فيلم وثائقي روسي أسرار القرن - المعاقبون: 9 مايو (بالروسية: "Тайны века - Каратели: Девятое Мая")‏ أن فيدورينكو زار في عام 1974 شبه جزيرة القرم كسائح، حيث تم التعرف عليه مما أثار اهتمام لجنة أمن الدولة. بعد ذلك، اتصلت الحكومة السوفيتية بالبيت الأبيض وطلبت إعادة النظر في قضية فيدورينكو.

## محاكمة التجريد من الجنسية والتسليم
في عام 1978، تم اعتقاله وتقديمه لمحاكمة نزع الجنسية في فورت لودرديل بفلوريدا.
في جلسة الاستماع اللاحقة الخاصة بسحب الجنسية في يونيو 1978، أدلى فيدورينكو بشهادته على مدى ثلاثة أيام بتفصيل أكبر نافيًا أنه دخل بالفعل إلى قسم المعسكر الذي توجد به غرف الغاز، لكنه اعترف بأنه تم نشره ذات مرة في برج حراسة يطل على هذا الجزء من المخيم. وقال «رأيت كيف كانوا يرفعون الموتى ويحملونهم على نقالات.... وكانوا يضعونهم في حفرة». لقد أكد لاحقًا في شهادته أن هذا الجزء من المخيم «يوجد فيه العمال الذين أخذوا الجثث ودفنوها أو رصوها في الثقوب. هذا هو المكان الذي كانت فيه غرف الغاز». وبشأن تفريغ اليهود من القطارات، قال: «تم انتقاء بعضهم للعمل والبعض الآخر ذهبوا إلى غرف الغاز».
جادل فيدورينكو بأن خدمته في تريبلينكا كانت لا إرادية، وبما أنه كان يعمل فقط كحارس محيط، لم يكن له أي اتصال بالسجناء ولم يسيء معاملة أي شخص، وبالتالي، عندما كذب على استمارات الهجرة الخاصة به بشأن مكان ولادته وخدمته في زمن الحرب، لم يكن الأمر يتعلق بأي حقيقة مادية من شأنها استبعاده من دخول الولايات المتحدة. قال فيديرينكو أيضًا: «كان اليهود من بين أعز أصدقائي، سواء في الاتحاد السوفيتي أو فيما بعد».
ومع ذلك، شهد ستة من الناجين من تريبلينكا أن فيدورنكو ارتكب في الواقع فظائع، مثل ضرب وإطلاق النار على السجناء اليهود. قال أوجون توروسكي إنه رأى فيديرينكو يطلق النار ويضرب السجناء اليهود. قال شالوم كوهن إن فيديرينكو كان يضربه يوميًا تقريبًا بسوط ذي رؤوس حديدية، وأنه رآه يجلد ويطلق النار على سجناء آخرين. قال جوزيف كزارني إنه رأى فيديرينكو يضرب السجناء الذين وصلوا ويطلق النار على أحد السجناء. قال جوستو بوراكس إنه رأى فيديرينكو يطارد السجناء إلى غرف الغاز ويضربهم أثناء ذهابهم. كما قال أيضًا أنه سمع في إحدى المرات رصاصة وركض إلى الخارج ليرى فيديرينكو، يحمل مسدسًا وهو يقف بالقرب من امرأة مصابة أخبرته لاحقًا أن فيديرينكو مسؤول عن إطلاق النار. قالت سونيا ليوكوفيتش إنها شاهدت فيديرينكو يطلق النار على سجين يهودي. أخيرًا، قال بنشاس إبستين إن فيديرينكو أطلق النار وقتل صديقًا له، بعد أن جعله يزحف عاريًا على أطرافه الأربعة.
حكم القاضي نورمان س. روتجر أن الرجل البالغ من العمر 71 عامًا كان هو نفسه «ضحية للعدوان النازي». وأن المدعين فشلوا في إثبات أن فيدورينكو قد ارتكب أي فظائع أثناء عمله كحارس في معسكر الإبادة. علاوة على ذلك، بعد دخوله إلى الولايات المتحدة، كان فيدورنكو مواطنًا يعمل بجد ومسؤول، لذلك يمكنه الاحتفاظ بجنسيته الأمريكية.
ومع ذلك، بما أن هذه قضية مدنية وليست جنائية، فيمكن للحكومة استئناف القرار وتختار القيام بذلك. ثم قدم ألان ريان، من مكتب المحامي العام، الاستئناف أمام محكمة الدائرة الخامسة نيابة عن دائرة الهجرة والتجنيس. لقد جادل بأن خداع فيدورينكو عند دخوله الولايات المتحدة كان حقيقة مادية تبرر إسقاط الجنسية، وأن محكمة المقاطعة أخطأت في الحكم على مصداقية شهود الناجين، وأنها أخطأت في قرارها بأن سلوك فيدورنكو الجيد في الولايات المتحدة بعد الحرب كان ذا صلة بقرار سحب جنسيته. وافقت محكمة الاستئناف، وفي أغسطس 1979، نقضت قرار المحكمة الجزئية. استأنف فيدورينكو أمام المحكمة العليا التي أيدت قرار محكمة الاستئناف في يناير من عام 1981. وفي ديسمبر 1984 أصبح فيدورنكو أول مجرم حرب نازي يتم ترحيله إلى الاتحاد السوفيتي.

## المحاكمة السوفيتية والإعدام
في فيلم أسرار القرن - المعاقبون: 9 مايو، زُعم أنه لم يتم احتجازه من قبل لجنة أمن الدولة عند وصوله وقضى أسابيع يشرب في موطنه Dzhankoy، وكان يسير حرًا حتى اعتقاله في يناير 1985 بعد أن ورد تقرير بعنوان «النازي فيدورينكو يشعر بالحرية في الاتحاد السوفيتي» نشر في واشنطن بوست.
أثناء محاكمته، تبرأت منه أسرته، وكتب أبناؤه رسائل عامة تندد به.
أمضى فيدورنكو نحو عام في السجن حتى بدأت محاكمته أمام محكمة القرم الإقليمية في 10 يونيو 1986. كانت المحاكمة مفتوحة للجمهور وكانت قاعة المحكمة، المصممة لاستيعاب 500 شخص، مكتظة. عند سماع لائحة الاتهام، غضب الجمهور وقالوا إنهم يريدون «تمزيق» فيدورينكو. لقد ورطه الشهود الباقون على قيد الحياة في العديد من الفظائع. كان المدعي العام مصرًا على وجوب إعدام فيدورينكو، بينما طلب محاميه من المحكمة التساهل على أساس سن موكله. وجدت المحكمة أن ما يقرب من 800 ألف شخص قتلوا خلال خدمة فيدورينكو في تريبلينكا. استغرقت المحاكمة تسعة أيام، وحكم القاضي ميخائيل تيوتيونيك على فيدورنكو بالإعدام في 19 يونيو 1986، وأمر أيضًا بمصادرة جميع متعلقاته. عند سماع الحكم صفق الجمهور بشدة. أفاد فيلم أسرار القرن - المعاقبون: 9 مايو أن فيدورينكو، قال في بيانه الأخير لقاعة المحكمة باكيًا: «لم أكن أريد هذا»، لكنه أظهر نقصًا في العاطفة عند قراءة الحكم النهائي. تم رفض استئناف لاحق أمام المحكمة العليا للاتحاد السوفيتي، وأعلن إعدامه في 28 يوليو 1987.